# Atelopus hoogmoedi
Atelopus hoogmoedi es una especie de anfibio anuro de la familia Bufonidae.

## Distribución geográfica
Esta especie habita en Guayana Francesa, Suriname, Guyana y Brasil en Roraima, Pará y Amapá.

## Etimología
Esta especie lleva el nombre en honor a Marinus Steven Hoogmoed.

## Publicación original
- Lescure, 1974 "1973" : Présence d'une sous-espèce d'Atelopus pulcher (Amphibien, Anoure) dans les Guyanes: Atelopus pulcher hoogmoedi. Bulletin du Muséum National d'Histoire Naturelle de Paris, Zoologie, ser. 3, vol. 144, p. 997-1005.[3]